# Róka-hegyi Pillér-barlang
A Róka-hegyi Pillér-barlang a Duna–Ipoly Nemzeti Parkban lévő Budai Tájvédelmi Körzetben, Budapest III. kerületében található egyik barlang.

## Leírás
A Pilis hegység egyik legdélkeletibb hegyén, a Róka-hegyen, a hegy egyik, már nem művelt kőfejtőjének közepén, természetvédelmi területen, a Bástya nevű sziklatorony oldalában nyílik a barlang bejárata. A 2,5 m hosszú barlang látványos, vízszintes tengelyirányú bejárata kötéltechnikai eszközök használatával, vagy nehéz szabadmászással érhető el, de az engedély nélkül megtekinthető barlang bejárásához nincs szükség felszerelésre.
Triász dachsteini mészkőben karsztvízszint alatti oldódás hatására jött létre az üreg. Nehéz megközelítése miatt majdnem érintetlen. A falak néhány pontján borsókövek figyelhetők meg. Talpszintjén leginkább kőzettörmelék fordul elő. A barlang keletkezésének módjára a borsókövek és a gömbüstös szerkezet utalnak. Lehet, hogy kapcsolatban van a Róka-hegyi Poros-barlanggal.
A Róka-hegyi Pillér-barlang nevet azért kapta, mert pillérszerű az a sziklatorony, amelyben nyílik.

## Kutatástörténet
Kőbányászat következtében tárult fel a barlang. Az 1973-ban napvilágot látott Budapest lexikonban meg van említve, hogy a Róka-hegy tetején és oldalain működő vagy félbehagyott kőfejtők mélyedéseiből két kis (hévizes eredetű) akna, illetve néhány kis mesterséges üreg nyílik. Az 1984-ben kiadott, Magyarország barlangjai című könyv országos barlanglistájában nem szerepel a barlang neve. A barlangot 1997. március 22-én Sásdi László mérte fel, majd a felmérés alapján megszerkesztette a barlang alaprajz térképét. A térképen 1:100 méretarányban van bemutatva a barlang.